# Plettenberg
Plettenberg is een stad en gemeente in de Duitse deelstaat Noordrijn-Westfalen, gelegen in de Märkischer Kreis. De gemeente telt 24.978 inwoners (31 december 2020) op een oppervlakte van 96,30 km². Plettenberg is de geboorte- en woonplaats van de politieke denker Carl Schmitt.

## Delen van Plettenberg
- Böddinghausen
- Bremcke
- Eiringhausen
- Elhausen
- Frehlinghausen
- Grimminghausen
- Holthausen/oberes Elsetal
- Köbbinghausen
- Oestertal
- Ohle
- Pasel
- Selscheid
- Stadtmitte
- Teindeln

## Afbeeldingen

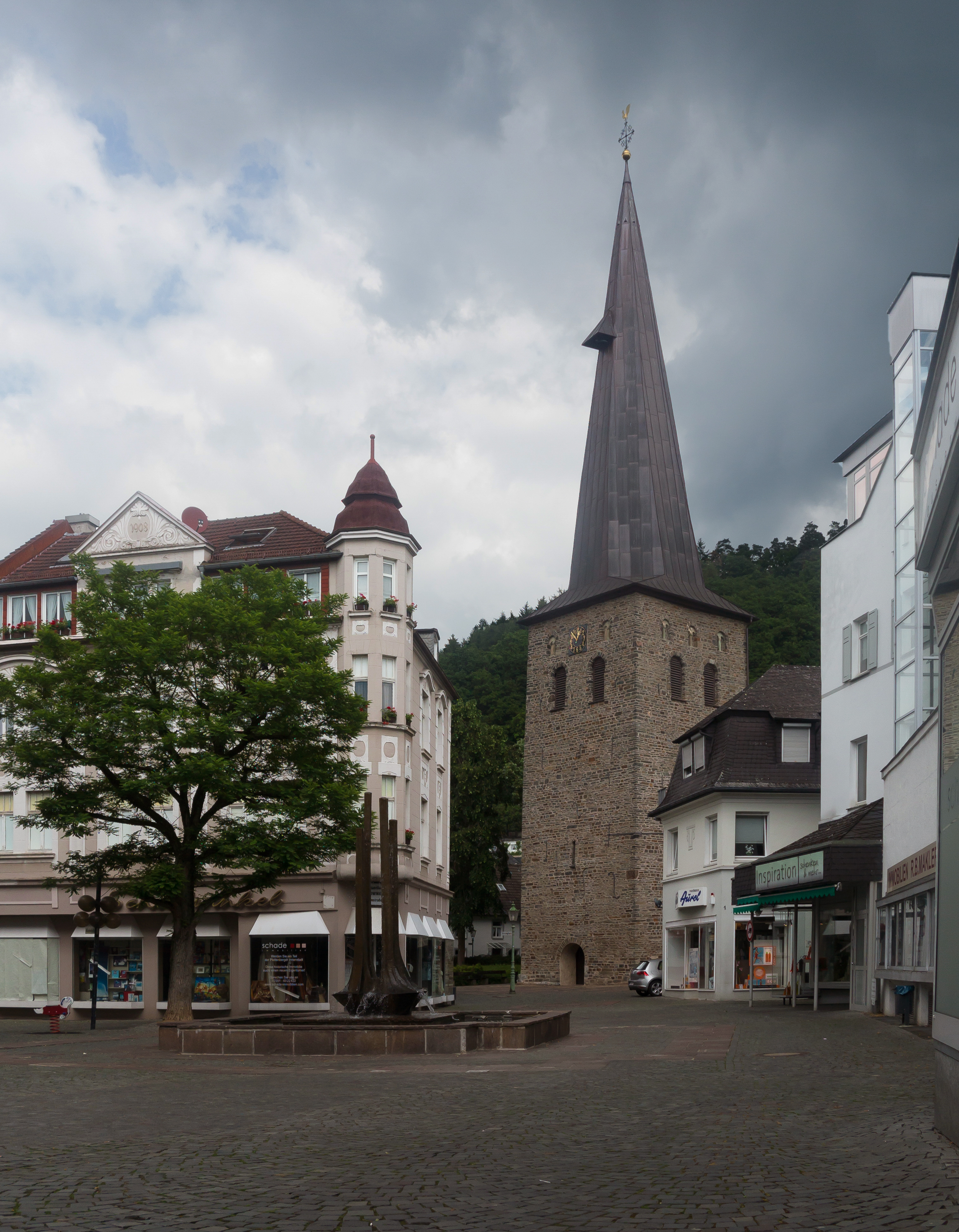
Evangelische kerk (Christuskirche)
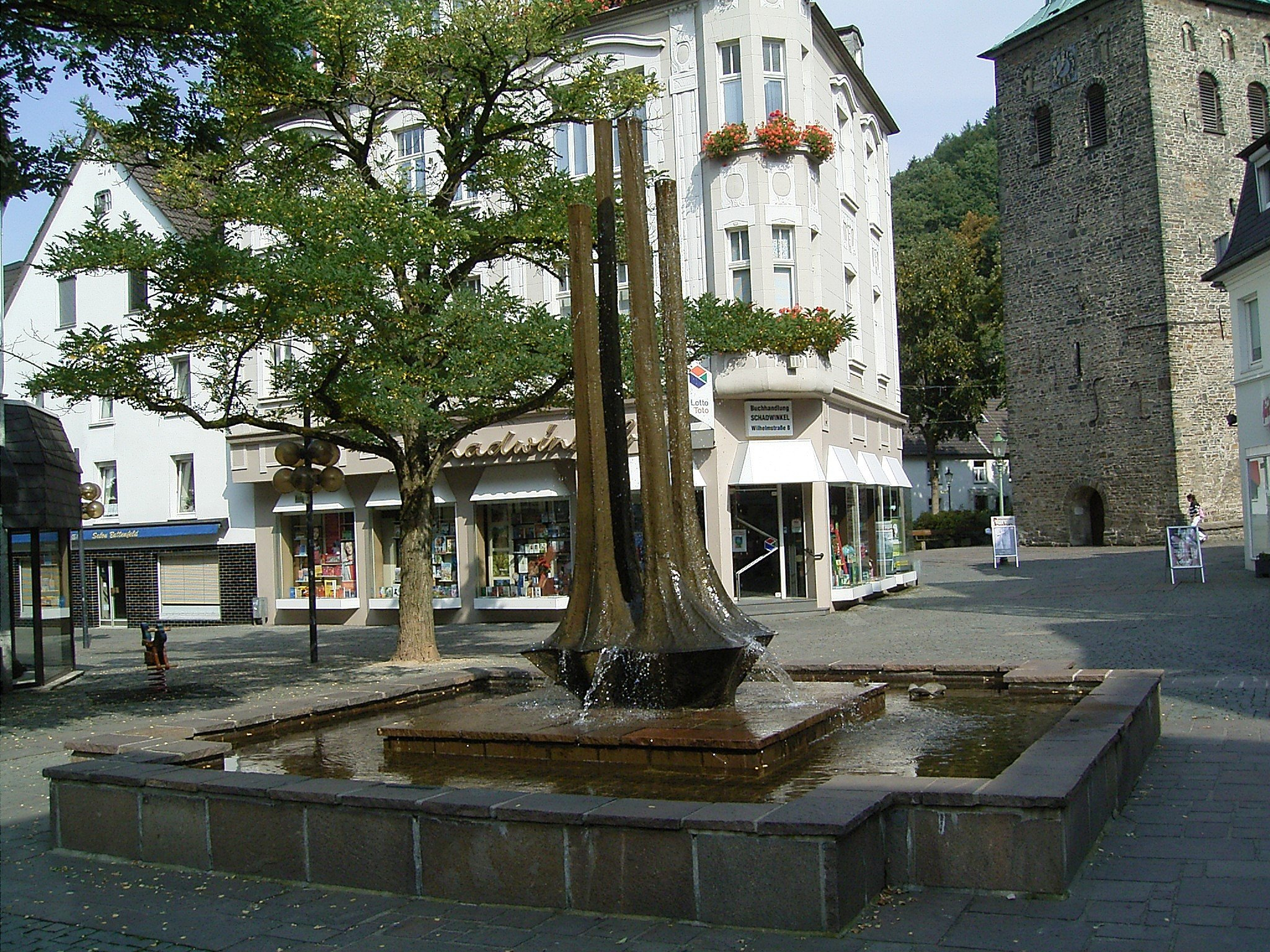
Centrum
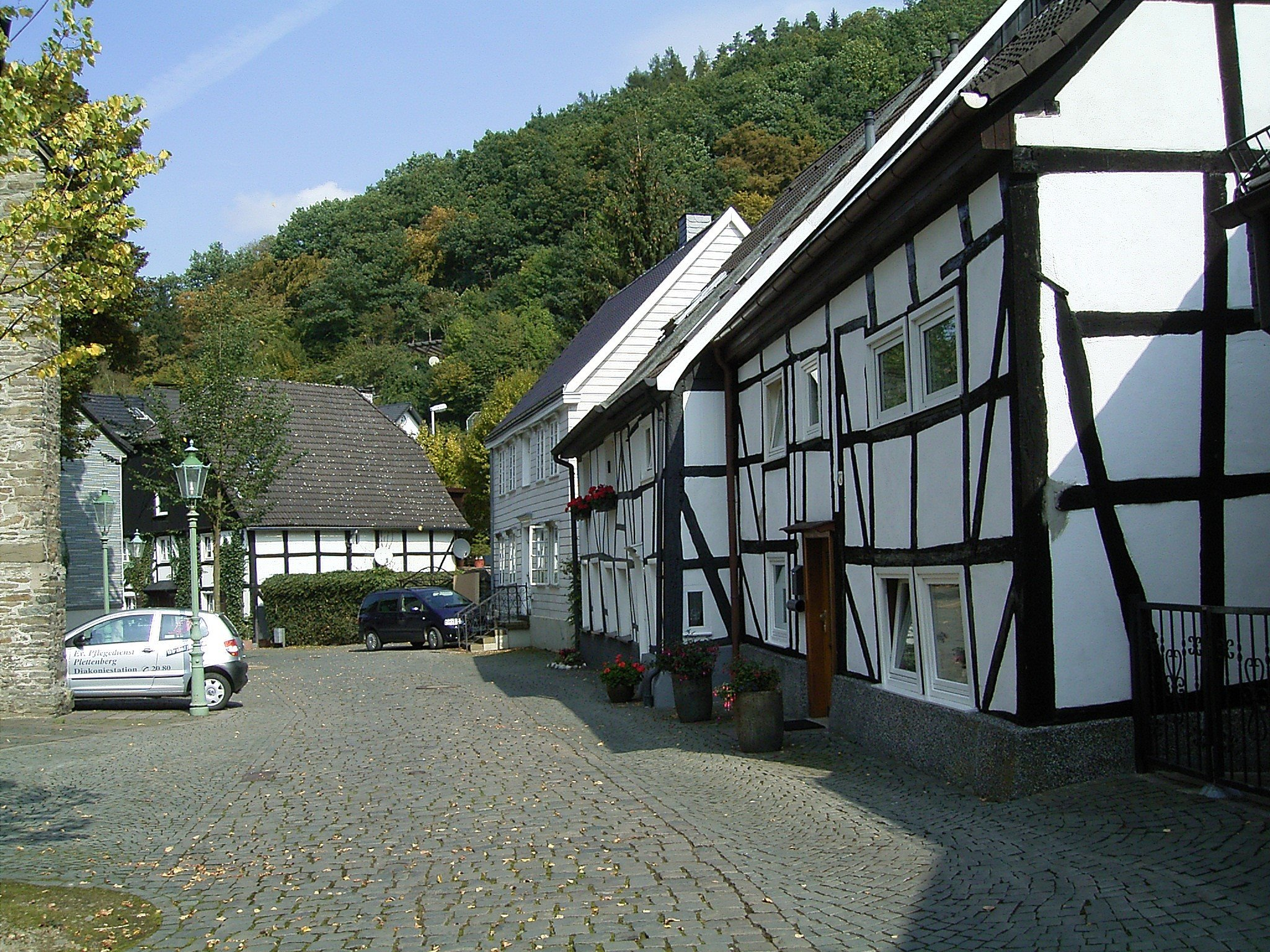
Kirchstraße
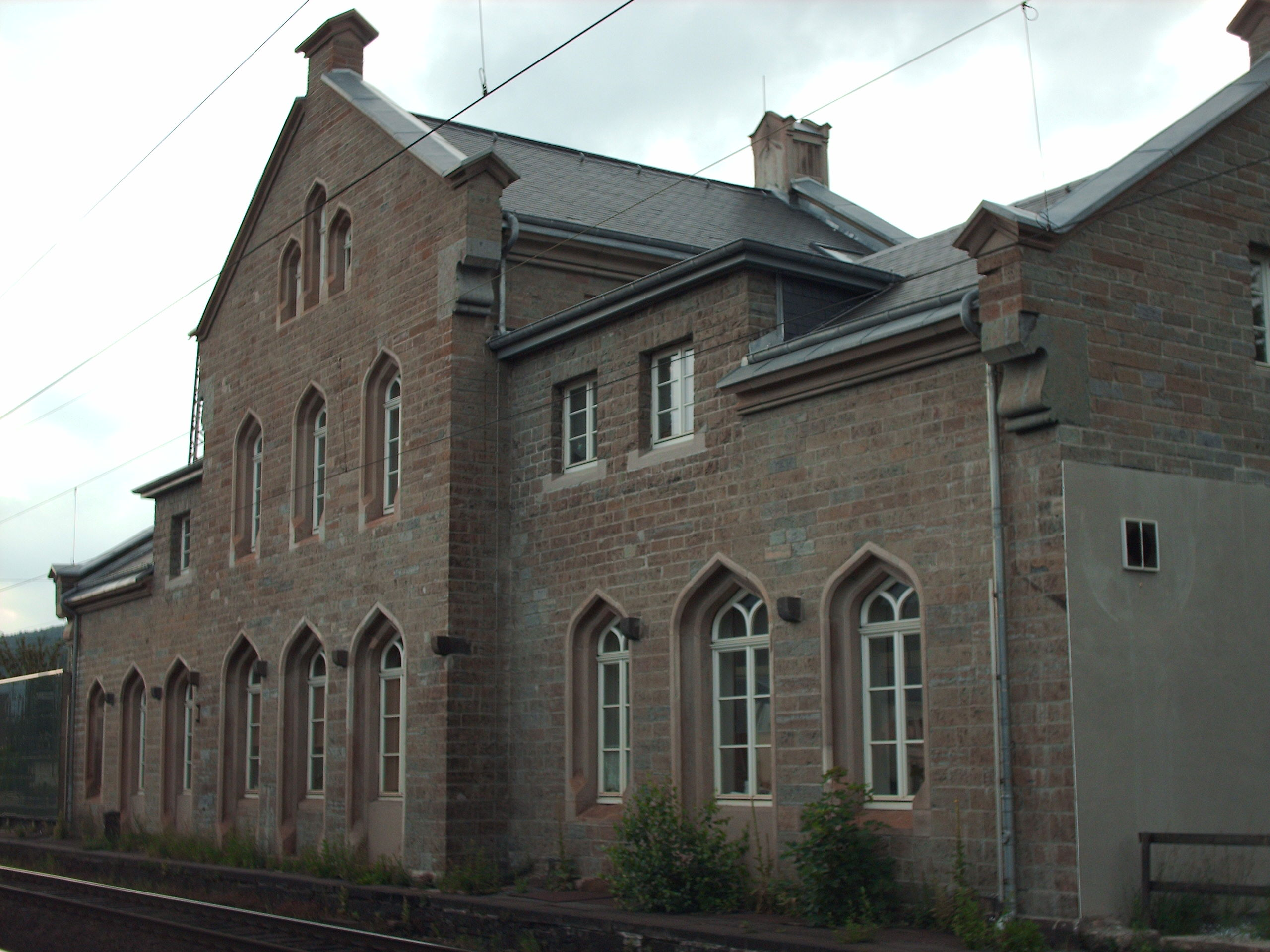
Station Plettenberg
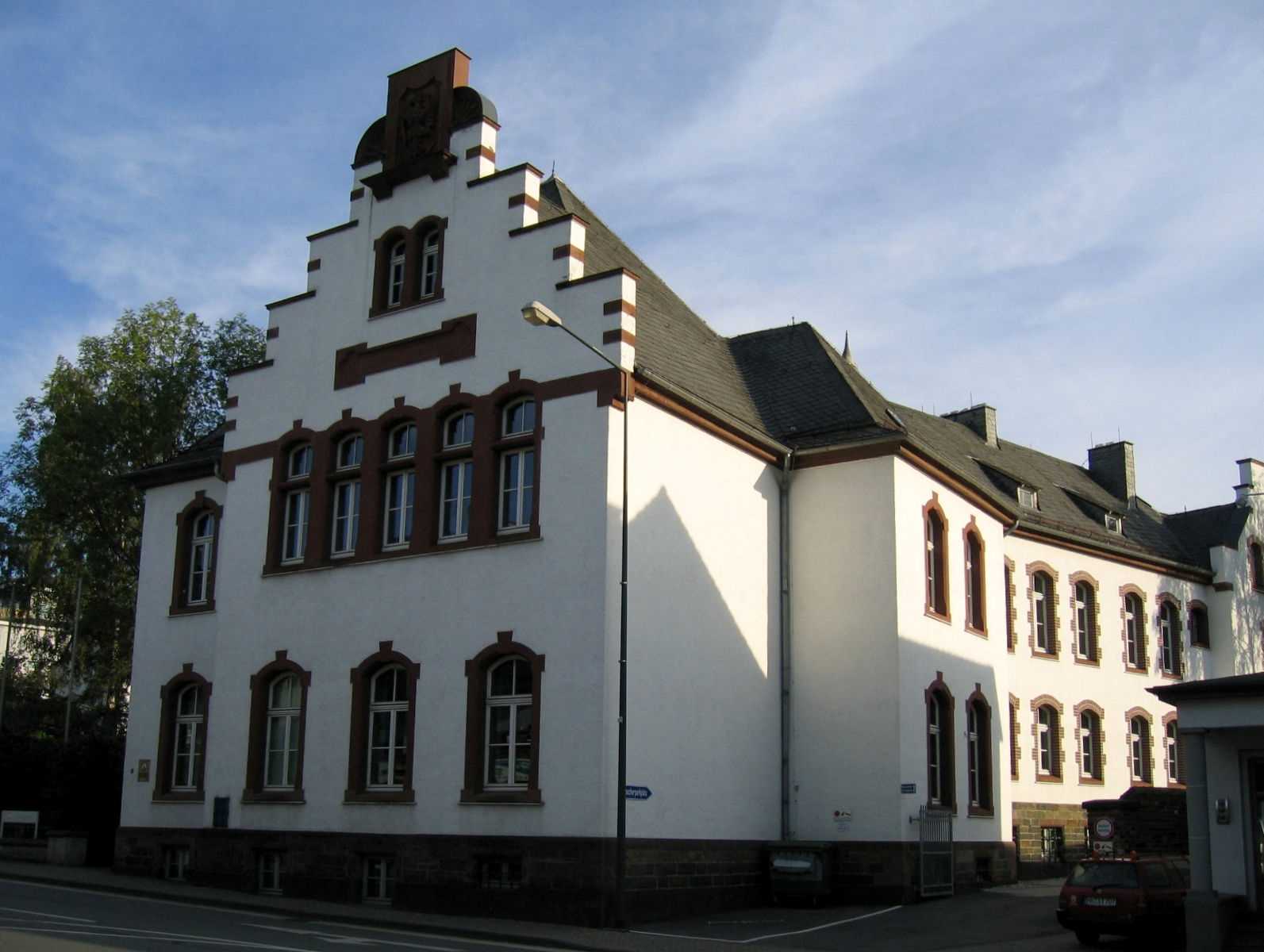
Gerechtsgebouw

Altena · Balve · Halver · Hemer · Herscheid · Iserlohn · Kierspe · Lüdenscheid · Meinerzhagen · Menden · Nachrodt-Wiblingwerde · Neuenrade · Plettenberg · Schalksmühle · Werdohl